# Falcatoflabellum
Falcatoflabellum is een geslacht van neteldieren uit de klasse van de Anthozoa (bloemdieren).

## Soort
- Falcatoflabellum raoulensis Cairns, 1995